# 타타르 자치 소비에트 사회주의 공화국

1954년의 국기

타타르 자치 소비에트 사회주의 공화국(TASSR)은 소련의 붕괴 이전에 존재했던 소련의 자치공화국이다. 소련의 붕괴 후 러시아의 타타르스탄 공화국이 되었다. 수도는 카잔이다.
10월 혁명 이전에는 러시아 제국의 카잔현이었다.
- 1918년 - 이델-우랄국
- 1919년 - 타타르-바시키르 SSR
- 1921년 - 타타르 ASSR
- 1990년 - 타타르스탄 SSR
- 1992년 - 타타르스탄 공화국